# Марупов, Зубайдулло
Зубайдулло Марупов (1914—1964) — участник Великой Отечественной войны, полный кавалер ордена Славы.

## Биография
Родился в 1914 году в Самарканде (Узбекистан) в семье крестьянина. Узбек. Член ВКП(б)/КПСС с 1943 года. По окончании неполной средней школы работал в колхозе.
В 1939 году был призван в Красную Армию. В боях Великой Отечественной войны с 1941 года. Участвовал в Сталинградской битве. Отличился при форсировании Днепра, в боях на Правобережной Украине, при освобождении Польши.
16 октября 1943 года командир расчета ПТР 568-го стрелкового полка (149-я стрелковая дивизия, 65-я армия, Центральный фронт) рядовой Марупов в числе первых переправился через Днепр севернее города Радуль (Белоруссия). Недалеко от берега в лодку, на которой он был, попала мина. До берега добрались только два бойца, оба были ранены. Превозмогая боль в груди, Марупов из последних сил поднялся по крутому склону, грантами подавил пулемётную точку врага и потерял сознание.
Приказом по 149-й стрелковой дивизии от 5 декабря 1943 года за мужество и отвагу проявленные при форсировании Днепра рядовой Марупов Забайдулло награжден орденом славы 3-й степени (N3552).
После излечения в госпитале вернулся в свой полк и был зачислен замковым в артиллерийский расчет 45-мм орудия. При форсировании реки Вислы расчет Марупова был включен в передового отряда.
В ночь на 7 августа 1944 года на самодельном плоту артиллеристы переправились на левый берег Вислы близ города Аннополь (Польша). Расчет еще в ходе переправы, будучи на плоту, открыл огонь и подавил вражески дзот. В боях на плацдарме 7-22 августа отважные артиллеристы уничтожили еще 4 огневые точки противника, ликвидировали более 20 вражеских солдат.
Приказом от 21 ноября 1944 года за мужество и отвагу проявленные в бою при форсировании Вислы рядовой Марупов Забайдулло награжден орденом славы 2-й степени (N9283).
Потом долго стояли в обороне. Наступление началось 15 января 1945 года. В течение трех суток орудие, в расчете которого наводчиком был Марупов, успешно продвигалось вперед в боевых порядках передового подразделения.
В районе населенного пункта Смыкув противник превосходящими силами контратаковал и на некоторых участках потеснил наши подразделения. На стрелковый взвод, поддерживаемый орудием Марупова, двигалось до роты вражеских автоматчиков, поддерживаемых станковыми и ручными пулеметами. При отражении контратаки отважный артиллерист уничтожил 4 пулемёта и свыше 10 вражеских солдат. Во время отражения четвертой контратаки из строя вышли командир взвода и все командиры отделений. Оставшиеся в живых пехотинцы сосредоточились возле орудия Марупова. Командование группой взял на себя сержант Марупов, организовал оборону и удержал занимаемую позицию до подхода подкрепления.
Указом Президиума Верховного Совета СССР от 27 июня 1945 года за исключительное мужество, отвагу и бесстрашие, проявленные на заключительном этапе Великой Отечественной войны в боях с гитлеровскими захватчиками сержант Марупов Зубайдулло был награжден орденом Славы 1-й степени (N1360). Стал полным кавалером ордена Славы.
В 1946 году сержант Марупов был демобилизован. Вернулся в родной Самарканд. Работал заведующим магазином. Умер 6 ноября 1964 год.

## Награды
- Орден Славы 1 степени (27 июня 1945—№ 1360);
- Орден Славы 2 степени (21 ноября 1944—№ 9283);
- Орден Славы 3 степени (5 декабря 1943—№ 3552);
- Так же ряд медалей.